# Gasthof zur Ente (Wemding)

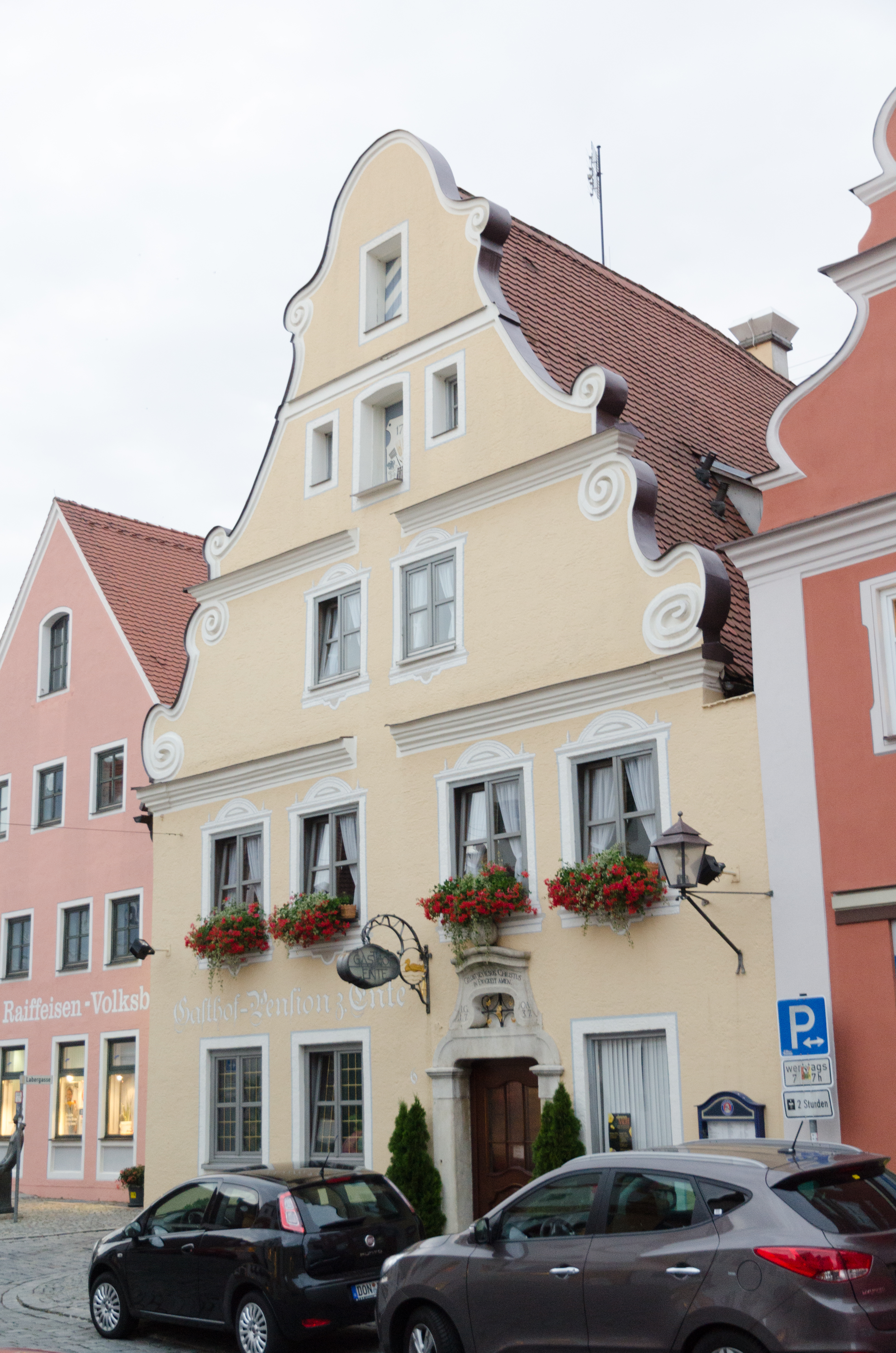
Gasthof zur Ente in Wemding

Der Gasthof zur Ente, auch in der Form Gasthof-Pension z. Ente, in Wemding, einer Stadt im schwäbischen Landkreis Donau-Ries in Bayern, wurde 1737 errichtet. Das Gasthaus an der Wallfahrtstraße 6 ist ein geschütztes Baudenkmal.
Der zweigeschossige Satteldachbau mit durch Gesimse gegliedertem Volutengiebel ist mit der Jahreszahl 1727 bezeichnet. Das Portal wird von Pilastern gerahmt und von einem Schweifgiebel geschmückt.